# Saison 1970-1971 de la LHJMQ
Saison précédente Saison suivante
La saison 1970-1971 est la deuxième saison de hockey sur glace de la Ligue de hockey junior majeur du Québec. Les Remparts de Québec remportent la Coupe du président en battant les Bruins de Shawinigan en finale des séries.

## Contexte
Les Saints de Laval cessent leurs activités. La ligue dissout les divisions Est et Ouest. Le trophée Frank-J.-Selke est remis au joueur le plus gentilhomme, après avoir été remis aux champions de la division Ouest la saison précédente. 

## Saison régulière

### Classement
| Clt | Équipe                    | PJ | V  | D  | N | BP  | BC  | Pts |
| --- | ------------------------- | -- | -- | -- | - | --- | --- | --- |
| 1   | Remparts de Québec        | 62 | 54 | 7  | 1 | 437 | 205 | 109 |
| 2   | Bruins de Shawinigan      | 62 | 38 | 23 | 1 | 301 | 256 | 77  |
| 3   | Ducs de Trois-Rivières    | 62 | 37 | 24 | 1 | 302 | 245 | 75  |
| 4   | Castors de Sherbrooke     | 62 | 30 | 31 | 1 | 287 | 298 | 61  |
| 5   | Maple Leafs de Verdun     | 62 | 27 | 33 | 2 | 252 | 306 | 56  |
| 6   | Éperviers de Sorel        | 62 | 25 | 36 | 1 | 214 | 249 | 51  |
| 7   | Alouettes de Saint-Jérôme | 62 | 25 | 36 | 1 | 260 | 300 | 51  |
| 8   | Rangers de Drummondville  | 62 | 24 | 35 | 3 | 272 | 310 | 51  |
| 9   | National de Rosemont      | 62 | 22 | 39 | 1 | 263 | 353 | 45  |
| 10  | Royals de Cornwall        | 62 | 22 | 40 | 0 | 260 | 326 | 44  |

- En gras : champion de la saison régulière
- En italique : qualifié pour les séries

### Meilleurs pointeurs
| Joueur               | Équipe         | PJ | B   | A  | Pts | Pun |
| -------------------- | -------------- | -- | --- | -- | --- | --- |
| Guy Lafleur          | Québec         | 60 | 130 | 79 | 209 | 135 |
| Michel Brière        | Québec         | 62 | 51  | 93 | 144 | 35  |
| André Savard         | Québec         | 61 | 50  | 89 | 139 | 150 |
| Normand Dubé         | Sherbrooke     | 62 | 72  | 66 | 138 | 17  |
| Richard Leduc        | Trois-Rivières | 59 | 56  | 76 | 132 | 195 |
| Claude Saint-Sauveur | Sherbrooke     | 62 | 52  | 57 | 119 | 80  |
| André Peloffy        | Rosemont       | 60 | 49  | 69 | 118 | 67  |
| Jacques Richard      | Québec         | 55 | 53  | 60 | 113 | 125 |
| Serge Martel         | Verdun         | 62 | 41  | 60 | 101 | 12  |
| Richard Grenier      | Québec         | 62 | 23  | 76 | 99  | 74  |

## Séries éliminatoires
Huit équipes jouent les séries éliminatoires à l'issue desquelles la vainqueur remporte la Coupe du président.
|  | Quarts de finale | Quarts de finale          | Quarts de finale | Quarts de finale       |   |                      | Demi-finales | Demi-finales | Demi-finales | Demi-finales |  |  | Finale | Finale | Finale | Finale |
|  |                  |                           |                  |                        |   |                      |              |              |              |              |  |  |        |        |        |        |
|  |                  |                           |                  |                        |   |                      |              |              |              |              |  |  |        |        |        |        |
|  |                  |                           |                  |                        |   |                      |              |              |              |              |  |  |        |        |        |        |
|  | 1                | Remparts de Québec        | 9                | 9                      |   |                      |              |              |              |              |  |  |        |        |        |        |
|  | 1                | Remparts de Québec        | 9                | 9                      |   |                      |              |              |              |              |  |  |        |        |        |        |
|  | 5                | Maple Leafs de Verdun     | 1                | 1                      |   |                      |              |              |              |              |  |  |        |        |        |        |
|  | 5                | Maple Leafs de Verdun     | 1                | 1                      | 1 | Remparts de Québec   | 8            | 8            |              |              |  |  |        |        |        |        |
|  |                  |                           |                  |                        | 1 | Remparts de Québec   | 8            | 8            |              |              |  |  |        |        |        |        |
|  |                  |                           | 3                | Ducs de Trois-Rivières | 0 | 0                    |              |              |              |              |  |  |        |        |        |        |
|  | 2                | Bruins de Shawinigan      | 3                | Ducs de Trois-Rivières | 0 | 0                    | 8            | 8            |              |              |  |  |        |        |        |        |
|  | 2                | Bruins de Shawinigan      |                  |                        |   |                      |              | 8            |              |              |  |  |        |        |        |        |
|  | 7                | Alouettes de Saint-Jérôme | 2                | 2                      |   |                      |              |              |              |              |  |  |        |        |        |        |
|  | 7                | Alouettes de Saint-Jérôme | 2                | 2                      | 1 | Remparts de Québec   | 8            | 8            |              |              |  |  |        |        |        |        |
|  |                  |                           |                  |                        | 1 | Remparts de Québec   | 8            | 8            |              |              |  |  |        |        |        |        |
|  |                  |                           | 2                | Bruins de Shawinigan   | 2 | 2                    |              |              |              |              |  |  |        |        |        |        |
|  | 3                | Ducs de Trois-Rivières    | 2                | Bruins de Shawinigan   | 2 | 2                    | 8            | 8            |              |              |  |  |        |        |        |        |
|  | 3                | Ducs de Trois-Rivières    |                  |                        |   |                      |              |              |              |              |  |  |        |        |        |        |
|  | 6                | Éperviers de Sorel        | 6                | 6                      |   |                      |              |              |              |              |  |  |        |        |        |        |
|  | 6                | Éperviers de Sorel        | 6                | 6                      | 2 | Bruins de Shawinigan | 9            | 9            |              |              |  |  |        |        |        |        |
|  |                  |                           |                  |                        | 2 | Bruins de Shawinigan | 9            | 9            |              |              |  |  |        |        |        |        |
|  |                  |                           | 4                | Castors de Sherbrooke  | 1 | 1                    |              |              |              |              |  |  |        |        |        |        |
|  | 4                | Castors de Sherbrooke     | 4                | Castors de Sherbrooke  | 1 | 1                    | 8            | 8            |              |              |  |  |        |        |        |        |
|  | 4                | Castors de Sherbrooke     |                  |                        |   |                      |              | 8            |              |              |  |  |        |        |        |        |
|  | 8                | Rangers de Drummondville  | 4                | 4                      |   |                      |              |              |              |              |  |  |        |        |        |        |
|  | 8                | Rangers de Drummondville  | 4                | 4                      |   |                      |              |              |              |              |  |  |        |        |        |        |
|  |                  |                           |                  |                        |   |                      |              |              |              |              |  |  |        |        |        |        |

## Équipes d'étoiles
La ligue sélectionne deux équipes d'étoiles.

### Première équipe
- Gardien de but : Michel Deguise, Éperviers de Sorel
- Défenseur gauche : Pierre Roy, Remparts de Québec
- Défenseur droit : Richard Campeau, Éperviers de Sorel
- Ailier gauche : Jacques Richard, Remparts de Québec
- Centre : Richard Leduc, Ducs de Trois-Rivières
- Ailier droit : Guy Lafleur, Remparts de Québec
- Entraîneur : Claude Dolbec, Bruins de Shawinigan

### Deuxième équipe
- Gardien de but : Raynald Bélanger, Bruins de Shawinigan
- Défenseur gauche : Pierre Archambault, Alouettes de Saint-Jérôme
- Défenseur droit : Michel Ruest, Royals de Cornwall
- Ailier gauche : Normand Dubé, Castors de Sherbrooke
- Centre : André Savard, Remparts de Québec
- Ailier droit : Yves Bergeron, Bruins de Shawinigan
- Entraîneur : Maurice Filion, Remparts de Québec

## Trophées
Deux récompenses collectives et quatre individuelles sont décernées.

### Récompenses collectives
- Coupe du président (champions des séries éliminatoires) : Remparts de Québec
- Trophée Jean-Rougeau (champions de la saison régulière) : Remparts de Québec

### Récompenses individuelles
- Trophée Jean-Béliveau (meilleur pointeur) : Guy Lafleur, Remparts de Québec
- Trophée Jacques-Plante (meilleure moyenne de buts encaissés) : Raynald Fortier, Remparts de Québec
- Trophée Michel-Bergeron (meilleur recrue) : Bob Murphy, Royals de Cornwall
- Trophée Frank-J.-Selke (meilleur gentilhomme) : Normand Dubé, Castors de Sherbrooke